# Copenhagen Business School
Copenhagen Business School (CBS), duń. Handelshøjskolen – największa uczelnia biznesowa w Europie Północnej z siedzibą w Kopenhadze. Jest jedną z najlepszych uczelni biznesowych w Europie i na świecie; w 2013 roku znajdowała się na trzecim miejscu Eduniversal Business Schools Ranking.

## Historia
CBS została założona w 1917 roku przed Duńskie Stowarzyszenie Popierania Edukacji Biznesowej, a w 1965 została przejęta przez państwowy system edukacji. Dziś ma uprawnienia do przyznawania tytułów licencjata, magistra i doktora, prowadzi też studia MBA. Część kierunków jest wykładana w języku angielskim.